# Кларнетизм
Кларнетизм — світоглядно-естетична концепція Павла Тичини, унікально виражена за допомогою поетичних засобів: звукових (асонанс, алітерація, звуконаслідування, анафора та епіфора), зорових (епітет, метафора, індивідуально-авторські слова), формальних (розміщення строф і рядків у них) тощо.

## Виникнення терміна
Термін був запропонований Ю. Лавріненком та В. Баркою для позначення стильової якості синтетичної лірики ранньої творчості П. Тичини і походить від назви його збірки «Сонячні кларнети» (1918).

## Історичний вплив на концепцію
Світлоритм першої збірки П. Тичини затьмарювався темними лиховісними символами («два чорних гроби і один світлий» та ін. у «Золотому Гомоні», «Одчиняйте двері…», «Скорбна Мати» тощо), навіяними реаліями нещасливих для України подій Української революції 1917-1921 років.  
Аристократичний дух кларнетизму не переносив егалітарних консонансів, що загрожували гармонії «музики сфер», був виразом духотворчої ідеї всеєдності, що втілювала в собі рух від конкретно-чуттєвої та морально-етичної природи, розгортала перспективу оновлення людини, хоч і обірвану, але незнищену. 

## Символізм
За Лаврієнком, кларнетизм указує на «активно ренесансну одушевленість життя», перейняту енергійними світлоритмами, сконцентровану у стрижневій філософській «ідеї всеєдності», витворюючи поетичний всесвіт достеменної «гармонії сфер» на рівні космогонічних концепцій та втаємничення в істину Вічно Сутнього, органічної єдності «мікрокосму» та «макрокосму», суголосному ментальному «кордоцентризму» та антеїзму. 
Особливе місце в синкретичному кларнетизмі посідає панмузична стихія, котра приборкує хаос, постаючи домінантним принципом тичининської поетики, в якій відбився критично переосмислений досвід народної пісні та символізму. Натякаючи на один із посутніх ключів свого поліфонічного стилю, поет зазначав: «Хто на партитурі читати не вміє, тому годі що-небудь у природі розібрати». 

## Значення в літературі
Кларнетизм в українській ліриці — вузлове явище в еволюції естетичної та національної свідомості.
Кларнетизм здійснив синтез мистецтв, чого прагнули романтики і модерністи (Новаліс, А. Рембо, Р. Вагнер,  О. Скрябін).
Синтетичне мислення схильного до «кольорового слуху» та «слухового кольору» П.Тичини («Арфами, арфами…», «Гаї шумлять…», «Пастелі» та ін.) зумовлювало одночасну «мальовничу музичність» і «музичну мальовничість» його лірики, що перебувала у потужному полі синестезії, в єднанні семантичних ядер у цілісну структуру.
Вплив тичининського кларнетизму на українську літературу XX ст. виявився одним із визначальних. Українська поезія у перспективі метафоричної концепції кларентизму вступала у новоякісну фазу. Вона долала інформативно розріджену, атомарну, хоч версифікаційно досконалу, практику минувщини; спростовувала поширену від народницьких часів легенду про літературну форму як несерйозну «забавку» «гулящих людей»; актуалізувала майже весь приступний їй версифікаційний інструментарій та потенціювала шляхетні риси національного «аристократизму духу».
Водночас кларнетизм виявився містком, що перекидався від ідейно-естетичних, почасти врізнобіч спрямованих пошуків попередніх поколінь до синтетичного типу мислення, що не вкладалося в жодну стильову течію. Так, органічний для П. Тичини символізм щасливо переплітався з елементами авангардизму, імпресіонізму, імажинізму, про що поет писав у щоденнику, а разом з тим — і неоромантизму, неореалізму та необароко. Вони проявлялися в його доробку, але не в чистому вигляді, а в мірі естетично пережитої сув'язі. При цьому відбувалося спостережене Л.Новиченком змагання між «артистичним лаконізмом», сильним своєю «образною сугестією» та формами «риторично-декламаційного вірша», що переважали  в пізнішій творчості поета.